# Crossandrella
Crossandrella là chi thực vật có hoa trong họ Acanthaceae.